# Districte d'Agen
El districte d'Agen és un districte francès del departament d'Òlt i Garona, a la regió de la Nova Aquitània. Té 12 cantons i 71 municipis. El cap és la prefectura d'Agen.

## Cantons
- cantó d'Agen Centre
- cantó d'Agen Nord
- cantó d'Agen Nord-Est
- cantó d'Agen Oest
- cantó d'Agen Sud-Est
- cantó d'Astafòrt
- cantó de Bòuvila
- cantó de La Pluma
- cantó de La Ròca Timbaut
- cantó de Lo Pòrt
- cantó de Praissàs
- cantó de Puègmiròl